# Малаховская площадь
Мала́ховская пло́щадь (известна также как Весёлая) Екатеринбурга занимала территорию между современными улицами Малышева (с севера), Бажова (с востока), Энгельса (с юга) и Сони Морозовой (с запада). 
Поблизости от Малаховской площади находилась загородная усадьба архитектора М. П. Малахова. В её юго-западном углу бил Малаховский ключ, являвшийся одним из источников питьевой воды в Екатеринбурге. По периметру площадь была застроена небольшими частными домами, в которых устраивались притоны и публичные дома, поэтому площадь была также известна как Весёлая. В 1926 году на месте Малаховской площади был разбит Парк имени Энгельса.